# Nero Burning ROM
Nero Burning ROM è un programma per Microsoft Windows e Linux che consente di masterizzare CD e DVD. È prodotto dal 1997 da Nero AG, società tedesca nota in passato con il nome di Ahead Software AG.
A partire dalla versione 6, Nero Burning ROM è incluso nella suite Nero Multimedia Suite.
A marzo del 2005 è uscita la sua versione per Linux (NeroLINUX) il cui sviluppo è stato abbandonato nel 2010.

## Nome
Il nome del programma è un gioco di parole: infatti in inglese la scrittura su CD è spesso chiamata burning, verbo che letteralmente significa bruciare, ed al contempo esiste il famoso mito sull'imperatore romano Nerone (Nero in inglese e tedesco) che avrebbe fatto appiccare intenzionalmente il grande incendio di Roma. In tedesco Roma si traduce con Rom, mentre in inglese ha una pronuncia simile, pertanto il titolo può sembrare sia "Nero masterizza ROM" sia "Nerone brucia Roma".
L'icona del software è stata disegnata in base a questo gioco linguistico: rappresenta un Colosseo in fiamme. Si tratta però di un anacronismo, in quanto, quando fu costruito il Colosseo, Nerone era già morto, anche se il celebre anfiteatro venne costruito dove sorgeva una colossale statua di Nerone, chiamata appunto colossus, abbattuta in seguito alla damnatio memoriae.

## Caratteristiche
Disponibile in configurazioni diverse, tra le più comuni spicca quella inclusa nella OEM della suite Nero Multimedia Suite, che viene venduta unitamente a un masterizzatore CD o DVD. La versione completa è da acquistare a parte sempre con la suite Nero Multimedia Suite.
Nero Burning ROM è in grado di lavorare con un grande numero di formati di immagine disco, tra questi:
- ISO 9660 - formato standard
- NRG - formato proprietario di Nero AG.

## Cronologia delle versioni

### Nero Burning ROM
| Versione Numero     | Data distribuzione | Note |
| ------------------- | ------------------ | --- |
| Nero Burning ROM 1  |                    | |
| 1.0                 | 1997               | Prima release della versione 1. |
| 1.0                 | 1997               | Ultima Versione 1. |
| Nero Burning ROM 2  |                    | |
| 2.0.0.0             | 1997               | Prima release della versione 2. |
| 2.0.1.5             | 1997               | Ultima versione 2. |
| Nero Burning ROM 3  |                    | |
| 3.0.0.0             | 1997               | Prima release della versione 3. |
| 3.0.7.1             | 1998               | Ultima versione 3. |
| Nero Burning ROM 4  |                    | |
| 4.0.0.2             | 1999               | Prima release della versione 4. CD-ROM UDF and UDF/ISO (Bridge) support added. Nero Cover Editor. |
| 4.0.9.1             | 20 marzo 2000      | Ultima versione 4. Le nuove caratteristiche includono due VQ codifica / decodifica, audio eco filtro, e il trascinamento audio & drop per Windows 2000. |
| Nero Burning ROM 5  |                    | |
| 5.0.0.3             | 2000               | Prima release della versione 5. |
| 5.5                 | 30 aprile 2001     | Distribuito come un aggiornamento importante. Le nuove funzionalità incluse Nero Wave Editor, Nero Cover Designer Advanced, Nero Video Encoder MPEG1, VCD / SVCD Creazione di menu, audio interfaccia plug-in, Embedded Nero API (Application Program Interface), Nero Toolkit                  |
| 5.5.4.0             | 25 agosto 2001     | Prima versione a supportare DVD burning. |
| 5.5.9.0             | 4 giugno 2002      | La prima versione che supporta i plugin codec (ad esempio per la scrittura FLAC, WavPack, MP4 file, ecc. to Audio CD-s), supporto di Windows XP. |
| 5.5.10.56           | 2 marzo 2004       | Ultima versione 5. |
| Nero Burning ROM 6  |                    | |
| 6.0.0.9             | 25 luglio 2003     | Prima release della versione 6. Le prime versioni di Nero 6 masterizzavano DVD dati utilizzando la ISO 9660 del sistema di file. Anche se le unità DVD sembravano non avere difficoltà a leggere i dischi a strato singolo, la compatibilità dei dischi a doppio strato è stato più irregolare. |
| 6.6.0.8             | 17 febbraio 2005   | Aggiunto il sostegno per il LightScribe. |
| 6.6.1.15c           | 31 luglio 2007     | Ultima versione 6. |
| Nero Burning ROM 7  |                    | |
| 7.0.1.2             | 31 ottobre 2005    | Prima release della versione 7. Per ragioni sconosciute, Nero 7 Ultra Edition Enhanced (per il Nord America) non ha LabelFlash o DiscT@2 di sostegno, a differenza di Nero 7 Premium (per l'Europa).                                                                                            |
| 7.2.7.0             | 28 agosto 2006     | Ultima versione per Windows 98/ME. |
| 7.5.1.1             | 18 settembre 2006  | Introdotto il supporto per LightScribe e la registrazione dei dischi Blu-ray. |
| 7.5.7.0             | 16 ottobre 2006    | Progettato per funzionare su Windows Vista. |
| 7.7.5.1             | 18 gennaio 2007    | Ufficialmente certificato per Windows Vista. Risolti tutti i difetti precedenti riportati, aggiornati supporto Booktype, e aggiunto ulteriori opzioni per i dischi ad alta definizione. |
| 7.8.5.0             | 20 marzo 2007      | Bugfix release. |
| 7.10.1.1            | 4 luglio 2007      | Bugfix release. |
| 7.11.10.0b          | 21 gennaio 2010    | Bugfix release. |
| 7.11.10.0c          | 11 marzo 2010      | Windows 7 aggiornamento di compatibilità. |
| Nero Burning ROM 8  |                    | |
| 8.1.1.0             | 1º ottobre 2007    | Prima release della versione 8. |
| 8.2.8.0             | 19 December 2007   | Implementato il supporto per DVD-RW DualLayer. |
| 8.3.2.1             | 12 marzo 2008      | Bugfixes minori, compatibilità di riproduzione migliorata per i Blu-ray. |
| 8.3.6.0             | 14 giugno 2008     | Minori bugfix mentre NeroShowTime guadagnato un supporto per DirectX Video Acceleration 2.0 e ATI UVD. |
| 8.3.13.0            | 17 dicembre 2008   | |
| 8.3.13.0a           | 11 gennaio 2010    | |
| 8.3.20.0            | 15 marzo 2010      | Ultima versione 8. Nero 8.X è l'ultima versione per Windows 2000 |
| Nero Burning ROM 9  |                    | |
| 9.0.9.4b            | 29 settembre 2008  | Prima release della versione 9. Prima release per supportare Windows 7. |
| 9.0.9.4d            | 29 ottobre 2008    | Prima release della versione 9. |
| 9.2.6.0             | 17 dicembre 2008   | Prima release della versione 9. |
| 9.4.13.2            | 2 giugno 2009      | Prima release della versione 9. |
| 9.4.13.2c           | 16 luglio 2009     | Prima release della versione 9. |
| 9.4.13.2d           | 28 agosto 2009     | Prima release della versione 9. |
| 9.4.26.0            | 9 ottobre 2009     | Prima versione ufficialmente compatibile con Windows 7. |
| 9.4.39.0            | 31 maggio 2010     | |
| 9.4.44.0            | 20 settembre 2010  | Ultima versione 9. |
| Nero Burning ROM 10 |                    | |
| 10.0.10800          | 10 aprile 2010     | Prima release on line della versione 10 |
| 10.0.13100          | 12 aprile 2010     | Prima release della versione 10 |
| 10.5.10300          | 14 ottobre 2010    | Primo aggiornamento per la versione 10 |
| Nero Burning ROM 11 |                    | |
| 11.0.10700          | Sconosciuta        | Prima versione di Nero Burning ROM 11. |
| 11.0.12200          | Sconosciuta        | Primo aggiornamento per la versione 11. |
| Nero Burning ROM 12 |                    | |
| 12.0.00300          | 24 settembre 2012  | Prima versione di Nero Burning ROM 12. Estende il supporto a Windows 8. |
| Nero Burning ROM 14 |                    | |
| 15.0.02100          | 27 settembre 2013  | Prima versione di Nero Burning ROM 14. |
| Nero Burning ROM 15 |                    | |
| 16.0.01300          | 17 settembre 2014  | Prima versione di Nero Burning ROM 15. |

### Nero Linux
Le versioni per linux utilizzavano le librerie grafiche GTK+, l'ultima release è stata la versione 4.0.0.0b pubblicata nel 2010, che però era leggermente inferiore alla versione equivalente per Windows.
| Versione numero | Data distribuzione |
| --------------- | ------------------ |
| Nero Linux      |                    |
| 1.0             | 12 marzo 2005      |
| Nero Linux 2    |                    |
| 2.1.0.4b        | 21 febbraio 2007   |
| Nero Linux 3    |                    |
| 3.0.0.0         | 24 maggio 2007     |
| 3.0.2.1         | 6 novembre 2007    |
| 3.1.1.0         | 13 febbraio 2008   |
| 3.5             | 5 aprile 2008      |
| 3.5.2.3         | 22 dicembre 2008   |
| 3.5.3.1         | 18 giugno 2009     |
| Nero Linux 4    |                    |
| 4.0.0.0         | 17 settembre 2009  |
| 4.0.0.0b        | 22 dicembre 2010   |